# 蒂姆·林斯肯
蒂姆·勒羅伊·林斯肯（英語：Timothy LeRoy Lincecum，1984年6月15日—）是出生於美國華盛頓州貝爾維尤的職棒選手（投手）。林瑟康的官方登錄身高為5英尺11英吋（約180cm），體重170磅（約77kg），以現今大聯盟投手的平均身材來看，是屬於體格欠佳的一方。林斯肯同時以他投球時的巨大跨步以及特殊的投球機制聞名，經由大幅度的動作搭配高壓的放球點，可以使他的球速達到個人極限。
他在2008年與2009年連續兩年獲得國家聯盟賽揚獎，並隨巨人隊獲得2010年、2012年和2014年世界大賽冠軍。在2013年7月13日，面對聖地牙哥教士，投出個人大聯盟生涯第一場無安打比賽，2014年6月25日，再度對聖地牙哥教士投出無安打比賽，為大聯盟史上第二位對同一支球隊投出兩場無安打比賽的投手。

## 高中及大學時期
林瑟康曾就讀於華盛頓州連頓的自由高中，代表校隊打了兩年的棒球。2003年他獲得了年度州最佳球員，並帶領球隊拿下州冠軍。
之後林瑟康進入華盛頓大學學習。2004年他成為第一位同時獲得太平洋十大學聯會年度最佳新人和最佳投手的球員。2006年，林瑟康投出了12勝4敗、防禦率1.94、三振199次的優異成績，並拿到了當年的金槍獎，這個獎項是用來表彰表現優秀的業餘球員。

## 小聯盟時期
2003年芝加哥小熊在第48輪選中林斯肯，但他並沒有簽約。2005年克裡夫蘭印地安人在第42輪選中他，但林斯肯還是選擇繼續完成他的大學學業。2006年舊金山巨人在首輪第10順位挑中林斯肯，這也是華盛頓大學史上首次有球員在第一輪被挑中。6月30日林斯肯和球隊簽訂合約，簽約金為202.5萬美元，這在當時創造了巨人隊簽約金的新紀錄（1個月之後他們付給安吉爾·維拉羅納（Angel Villalona）210萬美元的簽約金）。
2006年6月26日，林斯肯首次在蕯勒姆凱澤火山隊（巨人隊下屬的短1A球隊）出場，只投了1局，三振了全部的三名打者。7月31日林斯肯第二次出場，主投3局，三振7人次，只讓一名球員上壘。比賽之後他升至高階1A的聖荷西巨人。
2006年林斯肯在聖荷西巨人投了27又2/3局，防禦率1.95，還有48次三振，K/9（平均每9局三振次數）高達15.62。他也在加州聯盟季後賽揭幕戰中拿到勝投，在那場比賽他先發7局，只掉1分，三振10人次。
進入2007年，林斯肯在美國棒球雜志評選的希望之星排行榜上排名第11，在巨人球團中則是排名榜首。新球季的第一個月他在3A的佛列斯諾灰熊度過。他先發5場總共投的31局中，只掉了1分，防禦率為驚人的0.29。
在他2006年和2007年的小聯盟生涯中，林斯肯三振了30.9%的打者，是小聯盟近10年來最高的（至少投100局以上的投手）。
科羅拉多落磯的希望之星伊安·斯圖爾特（Ian Stewart）這樣形容林斯肯：“他是我見過的最強的投手，我們球隊中在大聯盟打過球的球員都說他是最難對付的投手。要不是去年才被選中的話，我完全想不通為什麼他會在這里打球。”

## 大聯盟時期

### 2007年
由於巨人隊的5號先發投手拉斯·奧提茲（Russ Ortiz）受傷，2007年5月6日林瑟康被球隊叫上大聯盟。在大聯盟首場先發對費城費城人的比賽中，林瑟康主投4又1/3局失5分，最終無關勝敗。
林瑟康在他第二場比賽對科羅拉多落磯拿到了他在大聯盟的第一勝。很多人常常拿林瑟康和洛伊·奧斯華比較，而他們兩人在接下來的兩場比賽直接對決，第一場兩人都無關勝敗，第二場林瑟康主投8局掉2分拿到勝投。
7月1日，林瑟康在對亞利桑那響尾蛇的比賽中投出12次三振，在巨人隊史所有的新人中排名第四。
考慮到2007年是林瑟康的第一個大聯盟球季，而且他投的每場球用球量都偏高，球隊謹慎考量後決定讓他在9月份休息。這個賽季林瑟康在大聯盟和小聯盟總共投了177又1/3局。

### 2008年

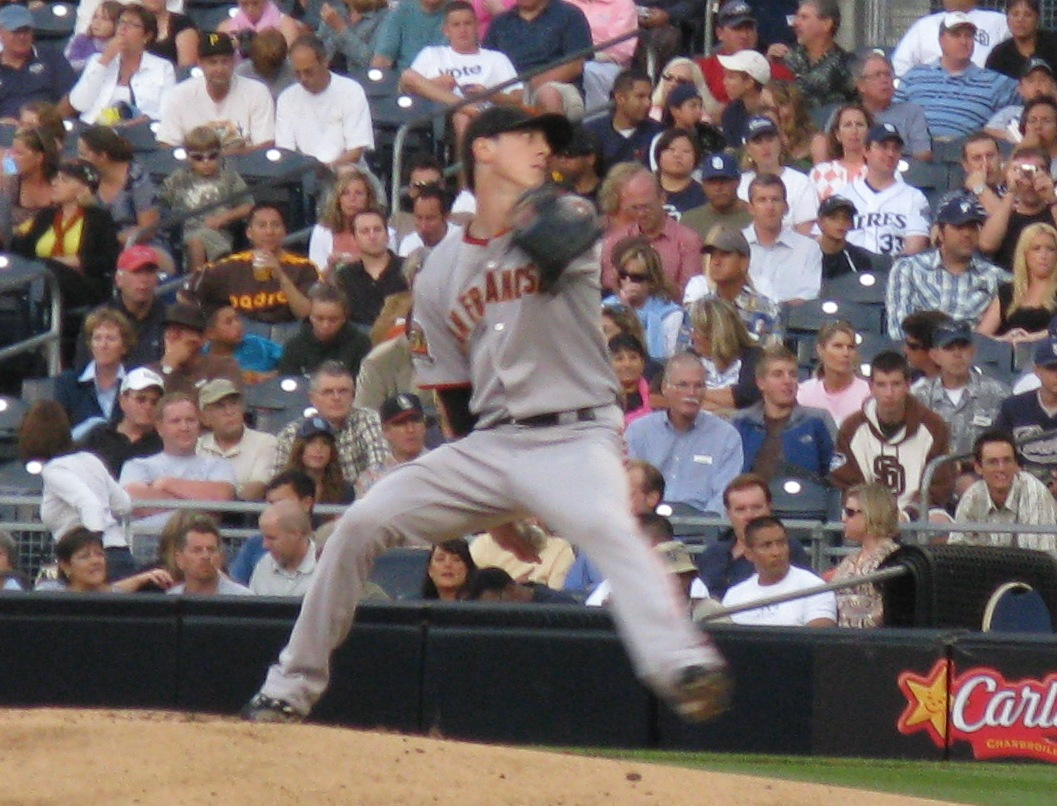
2008年8月1日林斯肯在比賽中

巨人球團要求林瑟康在賽季間歇期不要去牛棚練投。主教練布魯斯·波奇（Bruce Bochy）向舊金山紀事報的記者透露，球團對林瑟康做了重點保護，因為他們研究發現球員在職業生涯早期就投超過200局的話，受傷的機率會大很多。
2008年林瑟康開始在大聯盟展現他的實力。5月18日，林瑟康在對太空人隊的比賽中主投6局，三振對方10人次，太空人隊的一壘手蘭斯·柏克曼（Lance Berkman）賽後接受採訪時說：“他是我看過的資質最好的投手之一，他擁有三種難以揮擊到的球種，我們只能在選球上多下工夫。”
7月6日，林瑟康第一次被選入了全明星賽，隔天他就登上了體育畫報的封面。不過遺憾的是他在全明星賽當天由於流感而無法登場。
7月26日對響尾蛇隊的比賽中，林瑟康投出了職業生涯新高的13次三振。9月13日，林瑟康投出生涯的第一場完投完封勝，苦主是聖地牙哥教士，他在這場比賽投了138球，只被打出4支安打，三振12名打者。9月23日，林瑟康打破了由傑森·施密特（Jason Schmidt）保持的單季三振252次的巨人隊紀錄。這個賽季他最終以265次三振成為國聯三振王，這是1944年以來第一位巨人隊投手獲此殊榮。
11月11日，林瑟康獲得國聯賽揚獎的榮譽，他總共獲得了23張第一名選票，總分137分，比第二名的布蘭登·偉伯高出64分。

### 2009年
2009年2月2日，林瑟康投出生涯第500次三振（苦主為華盛頓國民Cristian Guzmán），為巨人隊史最快達成此成就的球員。7月2日對陣匹茲堡海盜的比賽中，林瑟康完投9局送出15次三振取得勝投。
林瑟康本季與隊友麥特·凱恩入選全明星賽，並再度獲得國聯賽揚獎的殊榮。

### 2015年
2015年9月，林斯肯因為臀部髖關節退化接受內視鏡手術治療。

### 2016年
2016年5月，傷癒復出的林斯肯獲得老東家巨人與天使的青睞，但巨人傾向於讓他擔任長中繼，因此林斯肯選擇與讓他先發的天使簽下一年420萬美元的合約(包含170萬美元激勵獎金)。6月18日，林斯肯客場對戰奧克蘭運動家，主投6局，被敲4支安打失1分，送出2三振、2保送，拿下本季第一勝。

## 投球特點
Lincecum經由巨大的跨步與大幅度的動作搭配高壓的放球點出手，壓榨出全身力道的機制讓他的快速球最快可達99mph(約159km/h)，有著四縫線與二縫線兩種尾勁，生涯初期他的速球均速能超過94mph(約151.3km/h)，直至2011年賽季為止他的速球平均還能維持在92.3mph(約148.5km/h)。搭配78mph(約126km/h)左右品質不錯的曲球，能讓打者揮棒落空。變速球的握球近似於指叉球，以食指與中指夾球投出，是他最好的球路，速度約在83mph(約134km/h)，無論對左打者或右打者都能起很大的作用，他的高奪三振率(K/9)多半歸功於此。2010年代起增加84mph(約135km/h)左右的滑球於配球中，已有不錯的火侯，也逐漸取代了品質日漸下滑並減少用量的曲球成為他的主力球種。特異投球機制的執行難度也影響了Lincecum的控球，即使已是兩屆的賽揚獎贏家，他的MLB生涯保送率(BB/9)僅為劣於聯盟平均的3.6。
Lincecum的球速相比生涯早期已明顯下滑，整體成績也自2012年起隨之退步；而他也在2015年9月因髖關節退化接受內視鏡手術治療，但復出後在速度上起色依然不大，大致是維持在平均87~89mph(約140~143km/h)的水準。
Lincecum特殊的投球機制是在父親Chris Lincecum的教導調整下打造而成，參考的藍本為前道奇隊賽揚名投Sandy Koufax，此機制能讓身材欠佳的Tim善用全身的力量投出優秀的球威。然而就跟四年內拿了三次賽揚後立刻因傷退休的Koufax一樣，Lincecum的棒球生涯也是在短暫的大放異彩之後迅速的因為傷勢而殞落。

## 榮譽與成就
- 2014年 世界大賽冠軍
- 2012年 世界大賽冠軍
- 2011年 國家聯盟全明星
- 2010年 世界大賽冠軍
- 2010年 貝比·魯斯獎
- 2010年 國家聯盟三振王
- 2010年 國家聯盟全明星
- 2009年 國家聯盟賽揚獎[27]
- 2009年 國家聯盟三振王
- 2009年 國家聯盟全明星先發投手[28]
- 大聯盟2K9游戲封面人物[29]
- 2008年 國家聯盟賽揚獎
- 2008年 國家聯盟三振王
- 2008年 國家聯盟全明星
- 2008年 體育新聞雜志國家聯盟年度最佳投手[30][31]
- 2008年 球員評選國家聯盟年度最傑出投手[30][31]
- 2006年 金槍獎[32]
- 2003年 華盛頓州年度最佳球員[33]

## 個人生活
林瑟康的父親，克裡斯·林瑟康曾在波音公司工作，蒂姆的大合約使他得以退休。林瑟康早年對棒球的興趣得到了父親的大力支持，這也是他如今獲得如此成就的起源。
林瑟康的母親是菲律賓人。

## 生涯數據

### 大學時期
| 年份 | 年齡 | 球隊   | 勝 | 敗 | 出賽 | 先發 | 完投 | 完封 | 救援 | 局數 | 安打 | 失分 | 責失 | 全壘打 | 四壞 | 三振 | 觸身 | 暴投 | 投手犯規 | 防禦率 | WHIP  | 被打擊率 |
| ---- | ---- | ------ | -- | -- | ---- | ---- | ---- | ---- | ---- | ---- | ---- | ---- | ---- | ------ | ---- | ---- | ---- | ---- | -------- | ------ | ----- | -------- |
| 2004 | 20   | 華盛頓 | 10 | 3  | 20   | 18   | 0    | 0    | 0    | 112⅓ | 83   | 55   | 44   | 5      | 82   | 161  | 7    | 15   | 3        | 3.53   | 1.469 | .207     |
| 2005 | 21   | 華盛頓 | 8  | 6  | 16   | 16   | 4    | 1    | 0    | 104⅓ | 62   | 40   | 36   | 4      | 71   | 131  | 10   | 11   | 0        | 3.11   | 1.275 | .179     |
| 2006 | 22   | 華盛頓 | 12 | 4  | 22   | 17   | 3    | 2    | 3    | 125⅓ | 75   | 39   | 27   | 8      | 63   | 199  | 10   | 14   | 1        | 1.94   | 1.101 | .173     |
| 合計 | 合計 | 合計   | 30 | 13 | 58   | 51   | 7    | 3    | 3    | 342  | 220  | 134  | 107  | 17     | 216  | 491* | 27   | 40   | 4        | 2.82   | 1.275 | .186     |

### 小聯盟時期
| 年份 | 年齡 | 球隊       | 等級 | 勝 | 敗 | 出賽 | 先發 | 完投 | 完封 | 局數 | 安打 | 失分 | 責失 | 全壘打 | 四壞 | 三振 | 觸身 | 暴投 | 防禦率 | WHIP  | 被打擊率 |
| ---- | ---- | ---------- | ---- | -- | -- | ---- | ---- | ---- | ---- | ---- | ---- | ---- | ---- | ------ | ---- | ---- | ---- | ---- | ------ | ----- | -------- |
| 2006 | 22   | 蕯勒姆凱澤 | A-   | 0  | 0  | 2    | 2    | 0    | 0    | 4    | 1    | 0    | 0    | 0      | 0    | 10   | 0    | 1    | 0.00   | 0.250 | .081     |
|      |      | 聖荷西     | A+   | 2  | 0  | 6    | 6    | 0    | 0    | 27⅔  | 13   | 7    | 6    | 3      | 12   | 48   | 0    | 2    | 1.95   | 0.904 | .143     |
| 2007 | 23   | 佛列斯諾   | AAA  | 4  | 0  | 5    | 5    | 0    | 0    | 31   | 12   | 1    | 1    | 0      | 11   | 46   | 1    | 1    | 0.29   | 0.742 | .121     |
| 合計 | 合計 | 合計       | 合計 | 6  | 0  | 13   | 13   | 0    | 0    | 62⅔  | 26   | 8    | 7    | 3      | 23   | 104  | 1    | 4    | 1.01   | 0.782 | .128     |

### 大聯盟時期
| 年份   | 年齡 | 球隊 | 聯盟 | 勝 | 敗 | 出賽 | 先發 | 完投 | 完封 | 局數 | 安打 | 失分 | 責失 | 全壘打 | 四壞 | 三振 | 觸身 | 暴投 | 防禦率 | ERA+ | WHIP  | 被打擊率 |
| ------ | ---- | ---- | ---- | -- | -- | ---- | ---- | ---- | ---- | ---- | ---- | ---- | ---- | ------ | ---- | ---- | ---- | ---- | ------ | ---- | ----- | -------- |
| 2007年 | 23   | 巨人 | 國聯 | 7  | 5  | 24   | 24   | 0    | 0    | 146⅓ | 122  | 70   | 65   | 12     | 65   | 150  | 2    | 10   | 4.00   | 112  | 1.278 | .226     |
| 2008年 | 24   | 巨人 | 國聯 | 18 | 5  | 34   | 33   | 2    | 1    | 227  | 182  | 72   | 66   | 11     | 84   | 265  | 6    | 17   | 2.62   | 168  | 1.172 | .221     |
| 2009年 | 25   | 巨人 | 國聯 | 15 | 7  | 32   | 32   | 4    | 2    | 225⅓ | 168  | 69   | 62   | 10     | 68   | 261  | 6    | 11   | 2.48   | 171  | 1.047 | .206     |
| 2010年 | 26   | 巨人 | 國聯 | 16 | 10 | 33   | 33   | 1    | 1    | 212⅓ | 194  | 84   | 81   | 18     | 76   | 231  | 5    | 9    | 3.43   | 114  | 1.272 | .242     |
| 2011年 | 27   | 巨人 | 國聯 | 13 | 14 | 33   | 33   | 1    | 1    | 217  | 176  | 74   | 66   | 15     | 86   | 220  | 6    | 9    | 2.74   | 127  | 1.207 | .222     |
| 2012年 | 28   | 巨人 | 國聯 | 10 | 15 | 33   | 33   | 0    | 0    | 186  | 183  | 111  | 107  | 23     | 90   | 190  | 4    | 17   | 5.18   | 67   | 1.468 | .257     |
| 合計   | 合計 | 合計 | 合計 | 79 | 56 | 189  | 188  | 8    | 5    | 1214 | 1025 | 480  | 447  | 89     | 469  | 1317 | 29   | 73   | 3.31   | 120  | 1.231 | .228     |

## 外部鏈接
- 球員資訊和成績在MLB ，ESPN ，Retrosheet ，Baseball Reference ，Baseball Reference (Minors) ，Fangraphs ，The Baseball Cube （英文）
- 蒂姆·林斯肯的Facebook專頁

| 前任： 傑克·皮維 | 國家聯盟三振王 2008年－2010年   | 繼任： 克萊頓·克蕭       |
| 前任： 傑克·皮維 | 國家聯盟賽揚獎 2008年－2009年   | 繼任： 洛伊·哈勒戴       |
| 前任： 班·席茲   | 國家聯盟全明星賽先發投手 2009年 | 繼任： 烏瓦爾多·希門尼斯 |